# Veljko Simić
Veljko Simić (in serbo Вељко Симић?; Lazarevac, 17 febbraio 1995) è un calciatore serbo, centrocampista del Sivasspor.

## Carriera

### Club
Ha giocato nella prima divisione dei campionati serbo, sloveno, cipriota e turco.

### Nazionale
Il 26 gennaio 2023 fa il suo esordio in nazionale, siglando anche la sua prima rete, nel successo della sua nazionale contro gli Stati Uniti in amichevole.

## Statistiche

### Cronologia presenze e reti in nazionale
| Cronologia completa delle presenze e delle reti in nazionale ― Serbia | Cronologia completa delle presenze e delle reti in nazionale ― Serbia | Cronologia completa delle presenze e delle reti in nazionale ― Serbia | Cronologia completa delle presenze e delle reti in nazionale ― Serbia | Cronologia completa delle presenze e delle reti in nazionale ― Serbia | Cronologia completa delle presenze e delle reti in nazionale ― Serbia | Cronologia completa delle presenze e delle reti in nazionale ― Serbia | Cronologia completa delle presenze e delle reti in nazionale ― Serbia |
| Data                                                                  | Città                                                                 | In casa                                                               | Risultato                                                             | Ospiti                                                                | Competizione                                                          | Reti                                                                  | Note                                                                  |
| --------------------------------------------------------------------- | --------------------------------------------------------------------- | --------------------------------------------------------------------- | --------------------------------------------------------------------- | --------------------------------------------------------------------- | --------------------------------------------------------------------- | --------------------------------------------------------------------- | --------------------------------------------------------------------- |
| 26-1-2023                                                             | Los Angeles                                                           | Stati Uniti                                                           | 1 – 2                                                                 | Serbia                                                                | Amichevole                                                            | 1                                                                     | 76’                                                                   |
| Totale                                                                |                                                                       | Presenze                                                              | 1                                                                     |                                                                       | Reti                                                                  | 1                                                                     |                                                                       |

## Palmarès

### Club

#### Competizioni nazionali
- Campionato serbo: 2

Stella Rossa: 2018-2019, 2019-2020